# 日本丸 (山下汽船)
日本丸（にっぽんまる）は山下汽船のタンカー。いわゆる「川崎型油槽船」の一隻で、太平洋戦争では特設運送船(給油船)として活動した。

## 船歴
山下汽船はタンカーの建造を日本海軍の斡旋をうけて川崎造船所に発注。これにより川崎型油槽船の1隻として建造されたのが日本丸で、1935年（昭和10年）10月18日に起工。1936年（昭和11年）4月24日に進水し、同年6月30日に竣工した。
竣工した日本丸は竣工翌日の7月1日に処女航海で海軍省契約により神戸を出港し、北樺太オハにて石油を積み取った後、日本海軍の燃料廠があった徳山までこれを輸送した。第2回航海も同じくオハから徳山までの石油輸送を行った。以降もオハ、ボルネオ島、北アメリカからの石油輸送に活躍した。
1941年（昭和16年）9月7日、日本丸は日本海軍に徴用され、20日に呉鎮守府所管の特設運送船(給油船)として入籍。徴用前の8月8日から同年10月15日まで川崎造船所で艤装工事が行われた。
真珠湾攻撃では、日本丸は第一航空艦隊の補給部隊として参加することになり、東邦丸（飯野商事、9,997トン）、「東栄丸」（日東汽船、10,020トン）とともに連合艦隊に属して第二補給隊を編成。宿毛湾や有明海などで洋上補給の訓練をした後、第一航空艦隊に編入され大分県の佐伯湾に移動。その後艦隊と共に択捉島の単冠湾へと向かった。11月26日、日本丸他補給部隊は艦隊と共に単冠湾を出港し、補給隊として活躍した。以降機動部隊に随伴してラバウル攻略作戦、1942年（昭和17年）2月末のインド洋方面作戦、セイロン沖海戦、ミッドウェー海戦にそれぞれ補給部隊として参加した。
ミッドウェー海戦での機動部隊の敗北の後内地に帰還した日本丸は昭南に回航。その後メルギーに移動し、インド洋通商破壊作戦「B作戦」の補給艦として支援にまわった。その後ガダルカナル島の戦いに参加する艦艇の補給艦としてトラックを拠点に活動。1943年（昭和18年）5月末に内地に帰還した後、幌筵に進出してキスカ島撤退作戦に補給艦として参加。作戦終了後は佐世保に帰還した後バリクパパンへ向かい、以降はバリクパパン～トラック間での石油輸送や、トラック・ブラウン環礁での艦艇に対する補給に従事した。
12月11日、日本丸は単独で第7111船団を編制し、駆逐艦早波の護衛を受けてトラックを出港。14日、船団はパラオに到着。23日、日本丸は給油艦石廊、健洋丸（国洋汽船、10,024トン）と共に第2516船団を編制し、早波、若竹の護衛でパラオを出発。25日、早波が船団から分離し、パラオへ反転。28日、タラカンに寄港し、29日にバリクパパンに到着した。
同地で重油12,000トン、ドラム缶詰め航空機用ガソリン2,000個を搭載した日本丸は健洋丸、国洋丸（国洋汽船、10,026トン）と共にク803船団を編制し、1944年（昭和19年）1月8日に第102号哨戒艇の護衛を受けて出港。12日、パラオから来た早波と島風が船団に合流。第102号哨戒艇は単独でパラオへ向かった。しかし、船団はアメリカ潜水艦ガードフィッシュ（USS Guardfish, SS-217）、アルバコア（USS Albacore, SS-218）、スキャンプ (USS Scamp, SS-277)で構成されたウルフパックに狙われていた。また、船団には駆逐艦曙、漣が加わる予定であった。
14日、アルバコアが魚雷を4本発射し、うち2本が漣に命中して漣は艦体を三分されて沈没した。続いてスキャンプが魚雷を6本発射。魚雷は日本丸の左舷船尾機関室に2本、船体中央部に1本が命中。大爆発と同時に大火災が発生し、2分で沈没した。指揮官の竹原九一郎大佐以下乗員として乗っていた海軍兵約80名中3分の1、および船員50名中16名が戦死した。沈没地点はウォレアイ島南西410km地点付近、北緯05度02分 東経140度43分 / 北緯5.033度 東経140.717度。
同年3月10日、除籍・解傭。

## 監督官等
監督官
1. 植田弘之介 大佐：1941年9月20日[23] - 1942年11月10日
2. 平塚四郎 大佐：1942年11月10日[24] - 1943年5月25日

指揮官
1. 平塚四郎 大佐：1943年5月25日 - 1943年10月15日
2. 竹原九一郎 大佐：1943年10月15日[25] - 1944年1月14日 - 戦死 ※同日、海軍少将に特進。

## 同型船
川崎型油槽船
- 東亜丸（初代）（飯野商事）
- 極東丸/旭東丸/かりほるにあ丸（飯野商事/日本油槽船）
- 東邦丸（飯野商事）
- 建川丸（川崎汽船）
- 玄洋丸（浅野物産）
- 厳島丸（日本水産）
- 日栄丸（日東汽船）
- 東栄丸（日東汽船）
- 国洋丸（国洋汽船）
- 健洋丸（国洋汽船）
- 神国丸（神戸桟橋）
- 久栄丸（日東汽船）